# Jan Richarz

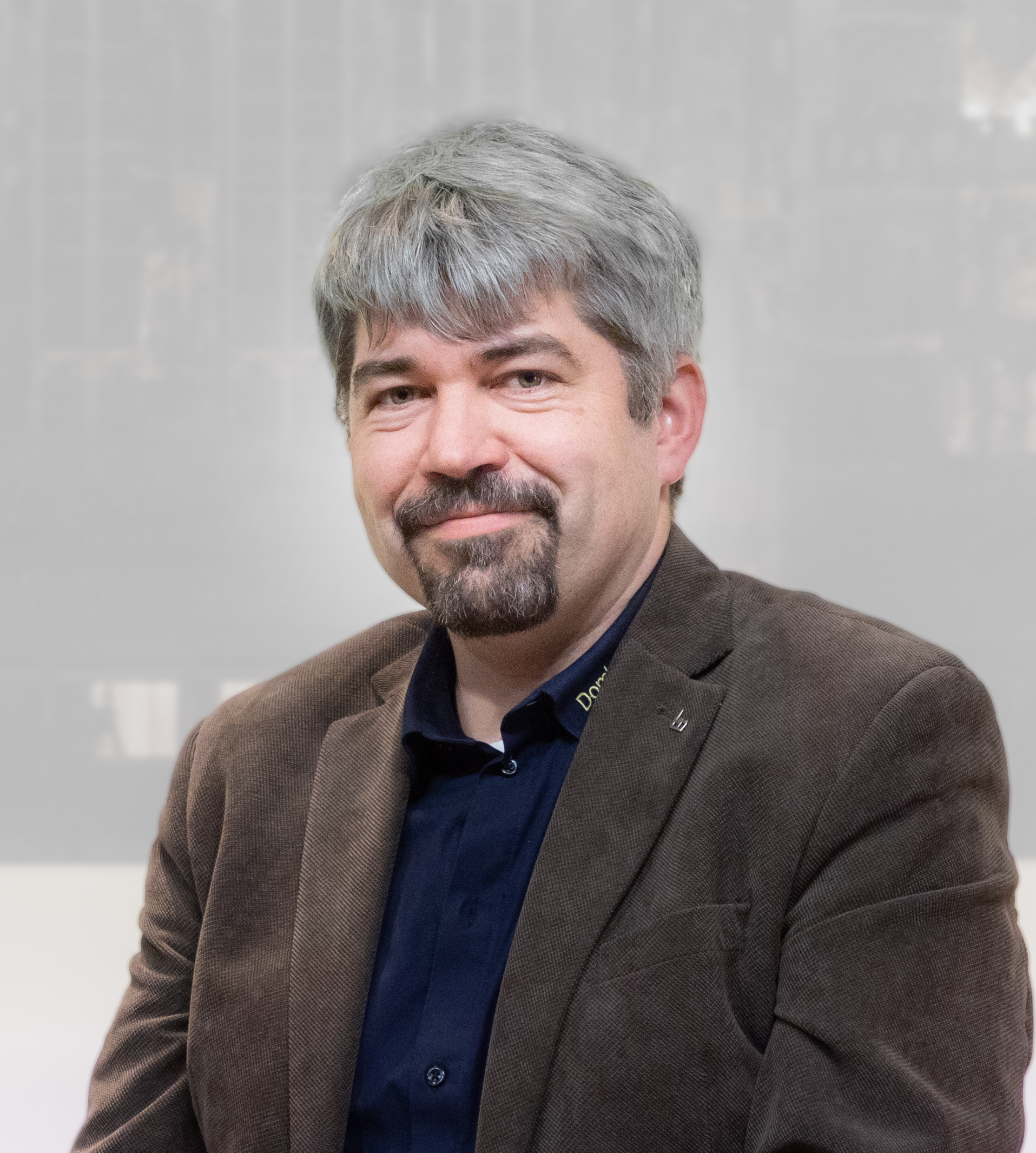
Jan Richarz (2023)

Jan Richarz (* 1981 in Düren) ist ein deutscher Bauhistoriker und Aachener Dombaumeister.

## Leben und Wirken
Nach seinem Schulabschluss studierte Richarz von 2000 bis 2009 Bauingenieurwesen, Baugeschichte sowie Geschichte und Politische Wissenschaft an der RWTH Aachen. Anschließend war er als Bauhistoriker und Bauforscher freiberuflich tätig und als solcher zunächst bis 2011 als wissenschaftlicher Volontär mit den Schwerpunkten Architekturüberlieferung und Architektennachlässe im Archivberatungs- und Fortbildungszentrum des Landschaftsverbands Rheinland in Pulheim-Brauweiler. Danach arbeitete er als wissenschaftlicher Mitarbeiter an der RWTH Aachen im Lehr- und Forschungsgebiet Denkmalpflege und Historische Bauforschung.
Parallel dazu studierte Richarz einige Semester im Fernstudium für Bauingenieurwesen an der Technischen Universität Dresden. Schließlich promovierte er 2020 an der Fakultät für Architektur an der RWTH mit seiner Dissertation Aachen – Wiederaufbau: Rekonstruktion durch Translozierung. Hierfür wurde er im Juni 2023 mit dem Paul-Clemen-Preis des Landschaftsverbandes Rheinland ausgezeichnet.
Im Anschluss daran arbeitete Richarz als Stadtkonservator von Ratingen und wechselte im Laufe des Jahres 2022 wieder zum Landschaftsverband Rheinland, wo er nun als Gebietsdenkmalpfleger mit den Problemen der vom Hochwasser der Flutkatastrophe 2021 betroffenen Gebiete betraut wurde. Schließlich wurde er Ende des Jahres 2022 vom Aachener Domkapitel als Nachfolger von Helmut Maintz zum neuen Dombaumeister am Aachener Dom berufen. Er trat die Stelle zum 1. Februar 2023 an, nachdem er bereits seit Dezember 2022 in der Aachener Dombauhütte eingearbeitet wurde.

## Schriften (Auswahl)
- Architektur im Archiv, Konferenzschrift der Tagung vom 11. und 12. September 2007 in der Abtei Brauweiler, Habelt Verlag, Bonn 2010, ISBN 978-3-7749-3684-3
- Auf den Spuren von Leo Hugot : ein Stadtspaziergang durch Aachen, zusammen mit Björn Schötten, Selbstverlag, Aachen 2012
- Die Baugeschichte der Klinik Bedburg-Hau, in: W. Schaffer (Hrsg.), 100 Jahre LVR-Klinik Bedburg-Hau: Von der Provinzial-Heil-und-Pflegeanstalt zur LVR-Klinik. Festschrift zum 100-jährigen Bestehen 1912–2012, Klartextverlagsgesellschaft, Essen 2012, S. 15–57. ISBN 978-3-8375-0863-5
- Der Werknachlass Leo Hugots, in: C. Raabe und H. G. Horn (Hrsg.): Leo Hugot. Der Mensch. Seine Zeit. Sein Nachlass, Aachen 2014, S. 19–29
- Baugeschichte um die Jahrhundertwende – modern und weltoffen. in: Moderne. Weltkrieg. Irrenhaus, 1900–1930, Essen 2014, S. 25–44.
- Der architektonische Wiederaufbau der Stadt Aachen ab 1944/45, in: Els Herrebout et al. (Hrsg.): Der Wiederaufbau nach dem Zweiten Weltkrieg im belgisch-deutschen Grenzland, Brüssel 2018, S. 57–82.
- Aachen – Wiederaufbau: Rekonstruktion durch Translozierung, Dissertation, Fakultät für Architektur der RWTH Aachen vom 9. Juni 2020 (PDF)